# ماتسونو، ایواته
ماتسونو، ایواته (به لاتین: Matsuo) یک منطقهٔ مسکونی در ژاپن است که در ناحیه توهوکو واقع شده‌است. ماتسونو ۶٬۷۸۶ نفر جمعیت دارد.